# Dawn Foods
Dawn Food Products ist ein US-amerikanisches Unternehmen, welches für die Bäckerei-Industrie und das Backhandwerk, sowie Foodservice, Vor- und Fertigprodukte herstellt. Der Firmensitz befindet sich in Jackson, Michigan. Im Jahr 2005 setzte das Unternehmen mit 3850 Mitarbeitern weltweit 1,11 Milliarden US-Dollar um. Das Produktsortiment beinhaltet über 4.000 Produkte zur Herstellung von Backwaren.

## Firmengeschichte
Die Bäckerei Dawn Foods wurde zu Beginn des 20. Jahrhunderts in Jackson Michigan durch zwei Bäckermeister gegründet. Diese kleine Bäckerei wurde schnell für ihre Donuts so bekannt, dass schon 1920 Dawn Donut Company gegründet wurde, die die Donut-Backmischung vertrieb.
1935 trat Marlin Jones dem Unternehmen bei. Die Zeit der Rezession und des Zweiten Weltkriegs überstand Dawn unbeschadet und ging 1955 in den Besitz der Familie Jones (bis heute Eigentümer) über. Aufgrund des Wachstums und Erweiterung der Produktlinie wurde 1977 aus DDC (Dawn Donut Company) die Dawn Food Products Inc.
In den 1980er und 1990er Jahren expandierte Dawn Food in Richtung Europa (Evesham, UK, Steenbergen NL) und des restlichen nordamerikanischen Kontinents und firmiert seitdem als Dawn Foods International, der erste US-amerikanische Backartikel-Hersteller mit Produktionsstätten außerhalb der USA.
Aufgrund der hohen Nachfrage nach Donuts wurde aus der Bäckerei schnell Dawn Foods, der erste industrielle Hersteller von Backmischungen für Donuts, Muffins, Plätzchen / Cookies und Brownies.
Im Jahr 2011 akquirierte Dawn Foods die Firma Unifine Food & Bake Ingredients von der Royal Cosun Gruppe in Europa. Unifine Food & Bake Ingredients produziert unter anderem Aromen, Toppings, Fondants, Compounds, Cremes, Fonds, Mousses, Eispasten, Dekorgels, Fruchtfüllungen, Kräutermixe und Backmixe für die Lebensmittelindustrie sowie Halbfertigprodukte für den Bäckereisektor. Marken sind unter anderem SUCREA, Caullet, Dethmers und Fruibel.

## Tochterunternehmen
- Dawn Food Canada Ltd.
- Dawn Food UK Ltd.
- Dawn Food Netherlands BV
- Dawn Foods Germany GmbH

## Produkte
- Amerikanische & Europäische Backmischungen für handwerkliche Bäckereien und Großbäckereien
- Sahnestände mit und ohne Aromatisierung und Fruchtstücken
- Longshelf-Produkte, wie Donuts, Muffins, Bagels, …
- Tiefkühlprodukte, wie Cookies, Muffins, Donuts, Cakes, …
- Fruchtfüllungen, Gebäckfüllungen, Schokoladen, Aromen
- Glasuren, Decorgels und Softgels